# Нампульська церковна провінція
Нампу́льська церко́вна прові́нція (лат. Provincia ecclesiastica Nampulensis) — провінція Католицької церкви в Мозамбіці, з центром у місті Нампула. Заснована 4 червня 1984 року. Охоплює терени Північного Мозамбіку. До складу провінції входить Нампульська архідіоцезія та її суфраганні діоцезії — Лішингська, Накальська і Пембська. 

## Склад
1. Лішингська діоцезія
2. Накальська діоцезія
3. Нампульська архідіоцезія
4. Пембська діоцезія